# سرجان بابیچ
سرجان بابیچ (سیریلیک صربی: Срђан Бабић؛ زادهٔ ۲۲ آوریل ۱۹۹۶) بازیکن فوتبال اهل صربستان است.
از باشگاه‌هایی که در آن بازی کرده‌است می‌توان به باشگاه فوتبال رئال سوسیداد، باشگاه فوتبال وویوودینا، باشگاه فوتبال رئال سوسیداد بی، و باشگاه فوتبال ستاره سرخ بلگراد اشاره کرد.
وی همچنین در تیم‌های ملی فوتبال زیر ۲۰ سال صربستان، زیر ۲۱ سال صربستان، و صربستان بازی کرده‌است.